# Sensible World of Soccer
Sensible World of Soccer, allmänt förkortat SWOS, är ett datorspel utvecklat av Sensible Software som kombinerar möjligheten att spela fotboll med möjligheten att vara tränare för ett lag och följa det i seriesystemet med köp och försäljning av spelare och emellanåt erbjudande från andra klubbar om att byta lag att träna. De olika serier som följer med innehåller de flesta europeiska första ligorna bland annat Allsvenskan, Premier League och Serie A men även serier i andra länder, ex. div 4 i El Salvador.